# 诺曼底大学
诺曼底大学（法語：Normandie Université）建于2011年，是法国诺曼底大区的一个大学与院校共同体，成员包括三所综合性大学及其他专业院校。

## 成员

### 正式成员
- 卡昂-诺曼底大学
- 鲁昂-诺曼底大学
- 勒阿弗尔大学
- INSA Rouen
- 法国国立卡昂高等工程师学院
- 法国国立高等诺曼底建筑学校（法语：École nationale supérieure d'architecture de Normandie）[2]

### 其他成员
- 高等工业教育中心（法语：Centre des études supérieures industrielles） CESI
- 巴克莱斯肿瘤研究中心（法语：Centre François-Baclesse）
- 卡昂医学院及附属医院（法语：Centre hospitalier universitaire de Caen） CHU Caen
- 诺曼底管理学校（法语：École de management de Normandie） EM Normandie
- 勒阿弗尔-鲁昂高等艺术设计学校
- 卡昂-瑟堡高等艺术传媒学校（法语：École supérieure d'arts et médias de Caen - Cherbourg）
- 高等电气工程工程师学校（法语：École supérieure d'ingénieurs en génie électrique）
- UniLaSalle 综合理工学院（法语：Institut polytechnique UniLaSalle）[3]